# Torboraki
Torboraki (Peracarida) – nadrząd skorupiaków z gromady pancerzowców i podgromady Eumalacostraca. Obejmuje około 40% opisanych gatunków skorupiaków klasyfikowanych do 12 rzędów. Są to na ogół niewielkie zwierzęta (w większości do 2 cm, wyjątkowo do 40 cm) zasiedlające zróżnicowane siedliska wodne i lądowe. Przechodzą rozwój prosty.

## Opis
Grupa o różnorodnej budowie. Większość gatunków nie przekracza 2 cm, ale Bathynomus giganteus osiąga ponad 40 cm. Jeden, rzadziej dwa lub trzy segmenty tułowia zrastają się z głową w głowotułów, natomiast pozostałe segmenty tułowia tworzą pereion. Pierwsza para czułków zwykle z trójczłonowym protopoditem. Pomiędzy częścią trącą a gryzącą żuwaczek osadzona jest zwykle żuwka (lacinia mobilis), w postaci ruchomego wyrostka. Karapaks może być różnie wykształcony do całkiem zanikłego, a jeśli jest obecny to nie zrasta się ze wszystkimi segmentami tułowiowymi. Charakterystyczną cechą samic torboraków jest występowanie, zwykle po brzusznej stronie ciała, torby lęgowej (marsupium). Otoczona jest ona przez dwie do siedmiu par oostegitów, będących endytami biodrowych członów odnóży tułowiowych. Oostegitów brak jedynie w rzędzie Thermosbaenacea, w którym torba lęgowa wykształcona jest po grzbietowej stronie ciała poprzez rozszerzenie karapaksu.

## Biologia i ekologia
Zasiedlają wody słone, słodkie i środowiska lądowe. Niektóre gatunki są ektopasożytami. Przechodzą rozwój wprost, ale w niektórych grupach osobniki świeżo wylęgnięte nie mają ostatniej pary odnóży i określane są jako postlarwa (manca).

## Systematyka
Należy tu około 40% opisanych gatunków skorupiaków. Torboraki dzieli się na 12 rzędów:
- Amphipoda – obunogi
- Bochusacea
- Cumacea – pośródki
- Isopoda – równonogi
- Lophogastrida
- Mictacea
- Mysida
- † Pygocephalomorpha
- Spelaeogriphacea
- Stygiomysida
- Tanaidacea – kleszczugi, odsiężnice
- Thermosbaenacea

Część systematyków łączy Mysida i Lophogastrida w jeden rząd: lasonogów (Mysidiacea). W systemie Ahyong i innych z 2011 roku przedstawicieli Stygiomysida włączano do rzędu Mysida. Część autorów wyłącza z torboraków rząd Thermosbaenacea, umieszczając go we własnym nadrzędzie Pancarida.